# 小栗一又
小栗一又（日语：／ Oguri Kazumata，本名：小栗 又一郎，1974年11月18日—），日本漫畫家。男性。出身於東京都。

## 經歷
1994年，小栗一又以作品獲得第40屆赤塚獎準入選，並刊登於《週刊少年Jump》1994年夏季特別號（集英社），從此出道。1997年至2000年，他在《週刊少年Jump》連載《開花天使》，並改編成電視動畫。
2008年，集英社旗下童書品牌「WAKUWAKU Kids Book」開始出版《古塔拉王子》系列（全7冊），他將活動領域拓展至童書。自2009年起，在漫畫家活動的同時，他也開始了該領域的全面活動，並出版了同一家出版社的《快逃！約翰尼》系列和POPLAR社）出版的《Hyaha！船梨精與水果王國》。
他也是三河小栗氏的第17代當主，祖先是小栗吉忠，也是小栗貞雄的曾孫。小栗上野介忠順的後裔。2005年，在「橫須賀開國祭」上，他設計了以祖先小栗上野介為原型的角色「（中譯奧古林）」，以及以佩里提督為原型的角色「（中譯佩里林）」。2008年，作為小栗上野介的玄孫，與德川家當主德川恆孝一起參加了駿河台舉辦的遊行。此後，小栗與橫須賀的關係持續，2015年，於慶祝小栗上野介設立的橫須賀造船所創業150週年之際，設計了以萊昂斯·韋爾尼為主題的角色「韋爾尼」。

## 風格
主要繪畫類似於兒童漫畫的少年向搞笑漫畫。由於故事、笑點等整體設計較為簡單，適合低年齡層的讀者，因此受到以小學生為主的低年齡層讀者的好評。小栗本身獨特的畫風是臉部輪廓，看起來像「放鼻子和嘴巴」。此外，他還可以繪製與其風格相反的寫實觸感和寫實劇畫人物。
出道連載作品《開花天使》自藤子不二雄以來，將現代感融入到兒童漫畫的王道路線，從而獲得了人氣。

## 作品列表

### 連載作品
開花天使（全17冊）
《週刊少年Jump》1997年11號—2000年30號連載。
該作品首次出版後就受到了熱烈歡迎。也被動畫化。
妖怪武士喵太郎（全2冊）
《週刊少年Jump》2001年51號—2002年11號連載。
（全1冊）
《月刊少年Jump》2005年2月號—9月號連載。
奇怪忍者青江菜（全4冊）
《最強Jump》2011年春號—2014年9月號連載。
2012年1月起也在《VOMIC》發佈有聲漫畫版本，全4回。
（全3冊）
《最強Jump》2014年11月號—2018年5月號連載。
冷藏庫的漬之介！（全2冊）
《最強Jump》2018年11月號—2020年11月號連載。
改編自同名動畫的漫畫，自2018年10月起每週一在東京電視台晨間兒童節目《早安攝影棚》播出。
（全2冊）
《最強Jump》2019年5月號—2021年5月號連載。
倒楣鬼不幸田老師（全6冊）
《最強Jump》2022年6月號—2025年4月號連載。

### 短篇等
《週刊少年Jump》1994年夏季特別號發表。※第40屆赤塚獎準入選作品。

《週刊少年Jump》1995年春季特別號發表。

《週刊少年Jump》1996年冬季特別號發表。
開花天使
《週刊少年Jump》1996年45號發表。該作品成為連載的前身。

《週刊少年Jump》增刊《Jump GAG 2002 Special》發表。

《別冊快樂快樂》2007年6月號發表。
《金肉人》致敬  秋之肌肉4格漫畫祭開幕!!
《週刊Playboy》2007年11月5日號發表。

《月刊YOUNG JUMP》創刊號（2008年）發表。青年雜誌作品。
《金肉人》致敬!! 慶祝30週年!! 真夏之肉4格漫畫祭
《週刊Playboy》2008年8月17日號發表。

《週刊Playboy》2009年6月2日特大號發表。

《最強Jump》2018年11月號發表。
倒楣鬼不幸田老師
《最強Jump》2022年1月號發表。
冒險少年元氣
《最強Jump》2023年3月號發表。《倒楣鬼不幸田老師》本來應該在同一期上發表，但由於小栗的身體不適，小栗通過SNS發表之後，該作品收錄在第2冊，與《冷藏庫的漬之介！》選集一起出版。

### 童書
古塔拉王子系列
（2008年5月初版發行，集英社〈WAKUWAKU Kids Book 2〉） ISBN 978-4-08-315002-9
（2008年7月初版發行，集英社〈WAKUWAKU Kids Book 6〉） ISBN 978-4-08-315006-7
（2008年12月初版發行，集英社〈WAKUWAKU Kids Book 10〉） ISBN 978-4-08-315010-4
（2009年7月初版發行，集英社〈WAKUWAKU Kids Book 14〉） ISBN 978-4-08-315014-2
（2009年12月初版發行，集英社〈WAKUWAKU Kids Book 17〉） ISBN 978-4-08-315017-3
（2010年7月初版發行，集英社〈WAKUWAKU Kids Book 20〉） ISBN 978-4-08-315020-3
（2010年12月初版發行，集英社〈WAKUWAKU Kids Book 23〉） ISBN 978-4-08-315023-4
快逃！約翰尼系列
（2010年7月初版發行，集英社〈WAKUWAKU Kids Book 22〉） ISBN 978-4-08-315022-7
（2010年12月初版發行，集英社〈WAKUWAKU Kids Book 25〉） ISBN 978-4-08-315025-8
Hyaha！船梨精與水果王國系列
（2016年4月初版發行，POPLAR社） ISBN 978-4-59-114976-8
（2016年10月初版發行，POPLAR社） ISBN 978-4-591-15124-2
（2017年4月初版發行，POPLAR社） ISBN 978-4-591-15425-0
（2017年10月初版發行，POPLAR社）ISBN 978-4-591-15604-9
系列
（2020年7月初版發行，學研Plus）ISBN 978-4-05-205188-3
（2020年12月初版發行，學研Plus）ISBN 978-4-05-205336-8
系列
（2023年10月初版發行，POPLAR社）ISBN 978-4-591-17924-6

### 其它
佩里林&奧古林
2005年頒布的橫須賀開國祭角色，以佩里提督和小栗忠順為原型。負責角色設計。
韋爾尼
2015年頒布的橫須賀造船所角色，以弗朗索瓦·萊昂斯·韋爾尼為原型。負責角色設計。

## 師父
- 平松伸二（日语：平松伸二）

## 助手
- 長谷川誠
- 武藤大哉
- 中島大作

## 相關人物
木多康昭
與《開花天使》同一時期連載《幕張》的漫畫家。《幕張》作品裡面出現了以小栗一又為原型的角色，似乎與他很親近。但小栗抗議該角色在作品中受到不當對待，突然不再出現。因此，有傳言稱他與木多關係不睦，但小栗本人予以否認。之後，小栗旬對木多的漫畫《捉狂野球隊》第6冊後繼發表了一些諷刺的評論。另外，以《幕張》全身赤裸，戴有羽毛的天天為基礎的Cosplay角色登場後，在《開花天使》的封面上以作為真實版天天登場，還有一些情節展現了互動的深度。

## 腳註

## 外部連結
- 小栗一又的X（前Twitter） （日語）
- （日語）—佩里林和奧格林的介紹。
- WAKUWAKU Kids Book【古塔拉王子】 （日語）—集英社作品介紹頁面。並有遊戲和4格漫畫[]。